# Архиерейский собор Русской православной церкви (1944)
Архиерейский собор Русской православной церкви 1944 года — архиерейский собор Русской православной церкви (РПЦ), проходивший 21—23 ноября 1944 года в патриаршей резиденции в Чистом переулке в Москве. Был созван в связи со смертью патриарха Сергия. В работе Собора приняли участие 50 архиереев. Председательствовал местоблюститель патриаршего престола митрополит Ленинградский Алексий (Симанский).
Во вступительном слове митрополит Алексий отметил, что советским правительством созданы благоприятные условия для развития церковной жизни и что за последний год были открыты более двухсот новых храмов. В изложенной программе предстоящего Поместного собора он отметил главную его задачу — избрание патриарха всея Руси. На Соборе были приняты изменения в «Положение об управлении Русской православной церкви». Изменения заменяли значительную часть определений Поместного собора 1917—1918 годов, которые не могли применяться ввиду их противоречий законам СССР. Было сказано также о патриотическом служении РПЦ в годы войны. Был заслушан доклад о деятельности Богословского института и Богословско-пастырских курсов, и работе редакции Журнала Московской патриархии. Была утверждена программа предстоящего Поместного собора. Собором было решено пригласить на предстоящий Поместный собор патриархов Поместных церквей: Константинопольского, Александрийского, Антиохийского, Иерусалимского и Грузинского.

## Подготовка
15 мая 1944 года скончался Патриарх Сергий. В тот же день согласно его завещанию в должность местоблюстителя вступил митрополита Алексий (Симанский). Однако спешить с проведением Собора для избрания нового Патриарха Московского, в отличие от сентября 1943 года не стали. В это время активно замещались вакантные кафедры.
Летом и осенью 1944 года местоблюститель несколько раз приезжал в Ленинград. 29 июля он сказал архиепископу Григорию, что в Москве Собор намечен на Покров Божьей Матери 14 октября (как день выборов) и 18 октября (память Московских святителей) — как день интронизации, что сессии Синода больше пока не будет, а в сентябре будет созыв архиереев для совещания, после чего они разъедутся по епархиям, устроят совещания с духовенством и мирянами и к 12 октября вновь соберутся для выбора Патриарха и утверждения «Положения об управлении Русской Церкви». 31 июля по просьбе местоблюстителя архиепископ Григорий (Чуков) передал ему свой доклад «О способе созыва Собора, чтобы не было вновь разговоров об его некомпетентности в избрании Патриарха». 4 августа 1944 года архиепископ Григорий писал: «Вчера был у владыки митрополита. Снёс ему дополнительный доклад (2-й вариант) о порядке созыва Собора (без вызова всех архиереев на предварительное совещание). Он, по-видимому, вообще не хочет созывать архиереев для предсоборного совещания, особенно о лице избираемого. Предполагает послать прямо от Синода предложение архиереям обсудить на местах кандидатуру и с мнением епархии приехать на Собор епископов, где и обсудить вопрос и произвести выборы. Он хочет полного беспристрастия и никакого давления. Это очень хорошо. Но … все ли окажутся такими благородными, каков он? Я — на случай — заготовил и характеристику его, и мотивы к его избранию. Это может пригодиться для нашего епархиального совещания и мнения для представления Собору».
13 сентября митрополит Алексий снова был в Ленинграде и уточнил даты проведения Соборов, которые были отодвинуты: «3 октября созывается сессия Синода. Затем, в ноябре 14-22, будет съезд епископов для предсоборного совещания. Самый Собор церковный назначается на 22-31 января 1945 года … Значит, принят мой проект порядка созыва Собора», — записал архиепископ в дневнике. 4 октября в кулуарах о кандидате в патриархи — о
митрополите Алексии с архиепископом Григорием беседовал митрополит Николай, который рассказал, что «он уже говорил со многими епископами (до 25), чтобы было единодушное избрание Патриарха, но в беседе с арх[иепископом] Лукой50 он встретился с возражением, что ведь возможно, что к[акая]-н[ибудь] епархия выставит своего кандидата, имя которого-де должно баллотироваться также». На заседании 6 октября архиереи заслушивали «Положение об управлении Русской Православной Церкви» и сделали некоторые редакционные поправки.
Проведение не архиерейского, а поместного собора, требовало серьёзной подготовки, в том числе и со стороны курировавших Московскую Патриархию государственных структур. В сентябре 1944 года начальник 2-го управления НКГБ П. В. Федотов и начальник 5-го отдела того же управления Г. Г. Карпов разослали местным руководителям НКГБ утвержденную наркомом В. Н. Меркуловым директиву с предписанием: «Приступить к подбору кандидатов для участия на соборе из числа духовенства и мирян, наметив с этой целью лиц, имеющих религиозный авторитет среди духовенства и верующих и в то же время проверенных на агентурной или патриотической работе. Важно обеспечить, чтобы в числе намеченных кандидатов преобладали агенты НКГБ, способные провести на соборе нужную нам линию». обеспечить состав Поместного Собора с преобладанием своих агентов стало для органов госбезопасности довольно сложной задачей. Решить проблему нужного власти результата выборов Патриарха проще оказалось на уровне епископата, в немалой уже части состоявшего из недавних обновленцев и, следовательно, секретных сотрудников НКГБ. Основная подготовка к Архиерейскому Собору по вопросам выборов Патриарха и разработки «Положения об управлении Русской Православной Церкви» происходила на сессии Синода 2-6 октября 1944 года.
Другой причиной затяжки с проведением Поместного Собора было то, что возникла мысль привлечь к участию в нём Восточных Патриархов, чего не было с XVII века. Предварительный запрос по этому поводу был послан Г. Г. Карповым В. М. Молотову 16 ноября: «С 21 по 27 ноября с. г. в Москве состоится предсоборное совещание архиереев (40 человек), которое проведет подготовительную работу к Поместному Собору. Патриарший местоблюститель митрополит Алексий и Синод Русской православной церкви считают желательным приглашение на Поместный Собор в качестве почетных гостей: Вселенского Константинопольского патриарха Вениамина; Александрийского патриарха Христофора; Антиохийского патриарха Александра и Иерусалимского патриарха Тимофея. В связи с этим митрополит Алексий представил в Совет по делам Русской православной церкви при СНК СССР письмо с просьбой исходатайствовать разрешение Правительства СССР на приглашение вышеуказанных патриархов. Совет по делам Русской православной церкви при СНК СССР, считая, что приглашение восточных патриархов на Поместный Собор подымет авторитет Русской православной церкви за границей, находит целесообразным послать от имени предсоборного совещания пригласительные грамоты вышеуказанным патриархам». Правительство СССР инициативу поддержало.

## Ход собора
19 ноября в Москву в особняк на Чистом переулке, д. 5, начали съезжаться архиереи. 21 ноября 1944 года во вступительном слове митрополит Алексий (Симанский) отметил, что условия для развития церковной жизни благоприятны и что со стороны правительства Церковь видит полную поддержку в церковных и патриотических начинаниях: за последний год было открыто более 200 храмов, Богословский институт и Богословско-пастырские курсы в Москве, Патриархией издаётся журнал, отражающий церковную жизнь. Далее митрополит Алексий напомнил, что в своей деятельности архипастыри РПЦ должны строго придерживаться церковных канонов и установлений и не допускать их нарушения, это является залогом существования твёрдой церковной власти. В заключение своей речи митрополит Алексий изложил программу предстоящего Поместного собора, отметив главную его задачу — избрание Патриарха. По докладу митрополита Крутицкого Николая (Ярушевича) собор принял в общение архиепископа православных карпатороссов в Америке Адама (Филипповского), лишённого сана в 1939 году за непослушание Патриархии.
На вечернем заседании 22 ноября собор заслушал доклад архиепископа Псковского Григория (Чукова) по проекту «Положения об управлении Русской православной церкви». Положение должно было заменить бо́льшую часть определений Поместного Собора 1917—1918 годов, которые не могли применяться ввиду их радикального противоречия советскому законодательству. Затем митрополит Алексий выступил с докладом о патриотическом служении Церкви в годы войны. С докладом о деятельности Богословского института и Богословско-пастырских курсов выступил назначенный ректором Богословского института профессор протоиерей Тихон Попов, в недавнем прошлом обновленческий архиерей. Отчёт о деятельности редакции «Журнала Московской Патриархии» представил ее ответственный секретарь протоиерей Александр Смирнов.
23 ноября, в 3-й день, архиереи утвердили программу предстоящего Поместного собора. Управляющий делами Патриархии протоиерей Николай Колчицкий в докладе о порядке избрания Патриарха предложил следующую процедуру голосования: каждый преосвященный, начиная с младшего по хиротонии, на вопрос, кого он с клиром и паствою своей епархии избирает Патриархом, будет отвечать: «Патриархом Московским и всея Руси мы избираем преосвященнейшего (титул, епархия, имя)». После окончания опроса председатель Собора объявит имя архипастыря, избранного Патриархом. Против такого порядка избрания возражал архиепископ Тамбовский Лука (Войно-Ясенецкий), предлагая повторить опыт Поместного Собора 1917—1918 годов, когда окончательное избрание Патриарха совершалось по жребию из 3 кандидатов, выбранных тайным голосованием на Соборе. Предложение архиепископа Луки не могло быть принято представителями государственной власти, контролировавшими действия церковного управления, поскольку избрание жребием предполагало для них определённый риск избрания нежелательного предстоятеля. Большинство архиереев это хорошо понимало, тем более что с канонической точки зрения было допустимо избрание Предстоятеля Церкви открытым голосованием епископов. Поэтому собор утвердил порядок избрания Патриарха, предложенный протоиереем Николаем Колчицким.
Согласно отчёту, составленному на основе данных информатора из окружения святителя, архиерей сообщил группе тамбовских священнослужителей: «На предсоборное совещание в Москву съехалось 44 епископа, из них было больше 50 % обновленцев, и когда мне было об этом известно, я был возмущён и заранее определил, что из этого толку не будет, так и получилось, как, например: подготовка выбора Патриарха извращена… голосование будет открытое и за одного Патриарха Алексия, вот таков порядок, против которого я выступал и меня в этом никто не поддержал, после в разговоре отдельные епископы мне в этом сочувствовали». По докладу протоиерея Николая Колчицкого было утверждено чинопоследование интронизации Патриарха. А архиепископ Лука из-за открытого несогласия с процедурой не получил приглашения на Поместный собор.
24 ноября председатель Совета по делам Русской православной церкви Георгий Карпов встретился с участниками Архиерейского собора.

## Результаты
Через полтора месяца предписание В. Н. Меркулова об агентуре было скорректировано, и за подписями тех же лиц ответственным работникам НКГБ была послана новая директива: «На состоявшемся в Москве предсоборном совещании епископов (на котором присутствовали все епископы) выявилось единодушное мнение о кандидате на пост патриарха — митрополита Ленинградского и Новгородского Алексия, и таким образом результаты выборов патриарха по существу предрешены. В силу этого сейчас необязательно преобладание вашей агентуры в составе делегатов на поместный собор».
По мнению Лидии Александровой-Чуковой: «Архиерейский Собор, состоявшийся 21-23 ноября в Москве, поставленные задачи выполнил, утвердив порядок проведения Поместного Собора и все процедуры выбора Патриарха. Собор закончил разработку, заслушал окончательную редакцию „Положения об управлении Русской Православной Церкви“ и согласовал этот документ и регламент предстоящего Поместного Собора с образованным в сентябре 1943 г. Советом по делам РПЦ при Совнаркоме СССР».